# Витько, Андрей Фёдорович
Андрей Фёдорович Витько — советский хозяйственный, государственный и политический деятель, Герой Социалистического Труда.

## Биография
Родился в 1918 году в селе Новокиевка Екатеринославского уезда. Член КПСС.
С 1935 года — на хозяйственной, общественной и политической работе. В 1935—1982 гг. — электромонтёр монтажа подстанций треста «Южэнергострой» в городе Запорожье, связист 33-й стрелковой дивизии в Прибалтийском особом военном округе, участник Великой Отечественной войны, начальник переносной радиостанции РБ 77-го отдельного батальона связи 33-й стрелковой дивизии, электромонтёр, начальником цеха Запорожского предприятия высоковольтных сетей, начальник службы подстанций, заместитель директора, главный инженер производственно-технического отдела Запорожского предприятия высоковольтных сетей.
Указом Президиума Верховного Совета СССР от 20 апреля 1971 года присвоено звание Героя Социалистического Труда с вручением ордена Ленина и золотой медали «Серп и Молот».
Умер в Запорожье в 2003 году.